# Fruges
Fruges település Franciaországban, Pas-de-Calais megyében. Lakosainak száma 2349 fő (2022. január 1.). Fruges Radinghem, Lugy, Ruisseauville, Senlis, Verchin, Canlers, Coupelle-Neuve, Coupelle-Vieille és Créquy községekkel határos.

## Népesség
A település népességének változása:
| Lakosok száma | 2398 | 2407 | 2624 | 2371 | 2354 | 2352 | 2338 | 2329 | 2349 |
|               | 2013 | 2015 | 2016 | 2017 | 2018 | 2019 | 2020 | 2021 | 2022 |